# Knocked out
Knocked out is een single van Trijntje Oosterhuis. Het is afkomstig van het album Wrecks we adore. Het nummer gaat over de verwerking van een echtscheiding ("You knocked me out"). Het is slechts deels autobiografisch voor Oosterhuis, het nummer was al grotendeels voltooid toen er een breuk optrad in de relatie tussen de zangeres en haar partner. Opvallend is het stemmige intro van het plaatje met cellogeluid.

## Hitnoteringen

### Nederlandse Top 40
| Hitnotering: 15-09-2012 t/m 15-12-2012 | Hitnotering: 15-09-2012 t/m 15-12-2012 | Hitnotering: 15-09-2012 t/m 15-12-2012 | Hitnotering: 15-09-2012 t/m 15-12-2012 | Hitnotering: 15-09-2012 t/m 15-12-2012 | Hitnotering: 15-09-2012 t/m 15-12-2012 | Hitnotering: 15-09-2012 t/m 15-12-2012 | Hitnotering: 15-09-2012 t/m 15-12-2012 | Hitnotering: 15-09-2012 t/m 15-12-2012 | Hitnotering: 15-09-2012 t/m 15-12-2012 | Hitnotering: 15-09-2012 t/m 15-12-2012 | Hitnotering: 15-09-2012 t/m 15-12-2012 | Hitnotering: 15-09-2012 t/m 15-12-2012 | Hitnotering: 15-09-2012 t/m 15-12-2012 | Hitnotering: 15-09-2012 t/m 15-12-2012 | Hitnotering: 15-09-2012 t/m 15-12-2012 |
| Week:                                  | 1                                      | 2                                      | 3                                      | 4                                      | 5                                      | 6                                      | 7                                      | 8                                      | 9                                      | 10                                     | 11                                     | 12                                     | 13                                     | 14                                     |                                        |
| -------------------------------------- | -------------------------------------- | -------------------------------------- | -------------------------------------- | -------------------------------------- | -------------------------------------- | -------------------------------------- | -------------------------------------- | -------------------------------------- | -------------------------------------- | -------------------------------------- | -------------------------------------- | -------------------------------------- | -------------------------------------- | -------------------------------------- | -------------------------------------- |
| Positie:                               | 39                                     | 34                                     | 25                                     | 17                                     | 15                                     | 15                                     | 15                                     | 16                                     | 16                                     | 17                                     | 20                                     | 24                                     | 31                                     | 36                                     | uit                                    |

### NederlandseSingle Top 100
| Hitnotering: 08-09-2012 t/m 26-01-2013 | Hitnotering: 08-09-2012 t/m 26-01-2013 | Hitnotering: 08-09-2012 t/m 26-01-2013 | Hitnotering: 08-09-2012 t/m 26-01-2013 | Hitnotering: 08-09-2012 t/m 26-01-2013 | Hitnotering: 08-09-2012 t/m 26-01-2013 | Hitnotering: 08-09-2012 t/m 26-01-2013 | Hitnotering: 08-09-2012 t/m 26-01-2013 | Hitnotering: 08-09-2012 t/m 26-01-2013 | Hitnotering: 08-09-2012 t/m 26-01-2013 | Hitnotering: 08-09-2012 t/m 26-01-2013 | Hitnotering: 08-09-2012 t/m 26-01-2013 | Hitnotering: 08-09-2012 t/m 26-01-2013 | Hitnotering: 08-09-2012 t/m 26-01-2013 | Hitnotering: 08-09-2012 t/m 26-01-2013 | Hitnotering: 08-09-2012 t/m 26-01-2013 | Hitnotering: 08-09-2012 t/m 26-01-2013 | Hitnotering: 08-09-2012 t/m 26-01-2013 | Hitnotering: 08-09-2012 t/m 26-01-2013 | Hitnotering: 08-09-2012 t/m 26-01-2013 | Hitnotering: 08-09-2012 t/m 26-01-2013 | Hitnotering: 08-09-2012 t/m 26-01-2013 | Hitnotering: 08-09-2012 t/m 26-01-2013 | Hitnotering: 08-09-2012 t/m 26-01-2013 |
| Week:                                  | 1                                      | 2                                      | 3                                      | 4                                      | 5                                      | 6                                      | 7                                      | 8                                      | 9                                      | 10                                     | 11                                     | 12                                     | 13                                     | 14                                     | 15                                     | 16                                     | 17                                     | 18                                     | 19                                     | 20                                     | 21                                     |                                        |                                        |
| -------------------------------------- | -------------------------------------- | -------------------------------------- | -------------------------------------- | -------------------------------------- | -------------------------------------- | -------------------------------------- | -------------------------------------- | -------------------------------------- | -------------------------------------- | -------------------------------------- | -------------------------------------- | -------------------------------------- | -------------------------------------- | -------------------------------------- | -------------------------------------- | -------------------------------------- | -------------------------------------- | -------------------------------------- | -------------------------------------- | -------------------------------------- | -------------------------------------- | -------------------------------------- | -------------------------------------- |
| Positie:                               | 84                                     | 54                                     | 29                                     | 24                                     | 21                                     | 16                                     | 15                                     | 18                                     | 24                                     | 24                                     | 29                                     | 39                                     | 51                                     | 54                                     | 72                                     | 34                                     | 46                                     | 33                                     | 53                                     | 56                                     | 83                                     | uit                                    |                                        |

### NPO Radio 2 Top 2000
| Nummer met noteringen in de NPO Radio 2 Top 2000 | '12 | '13  |
| ------------------------------------------------ | --- | ---- |
| Knocked out                                      | 489 | 1448 |

1. ↑  Een vetgedrukt getal geeft de hoogste notering aan.
2. ↑  2012 was het eerste jaar met een notering voor dit nummer.
3. ↑  Deze tabel is bijgewerkt tot en met de laatste editie (2024).